# Belgisk blå

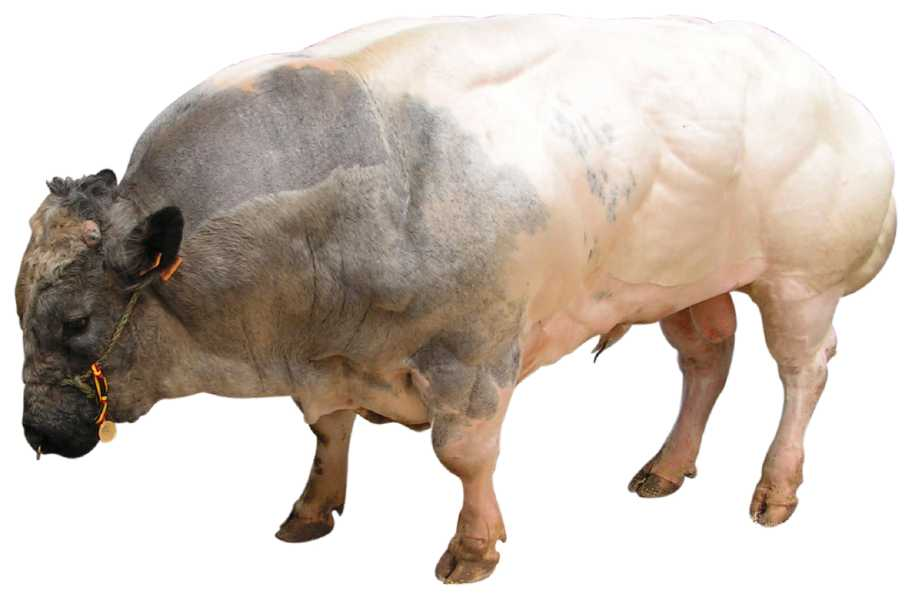
Belgisk blå

Belgisk blå, eller Belgian Blue, är nötkreatur särskilt framavlade för högsta möjliga köttproduktion. Rasen har en mycket välutvecklad muskulatur. Orsaken är att rasen bär på en hög frekvens av en dubbeluppsättning av naturlig mutation som inaktiverar myostatin, ett protein som hämmar muskeltillväxt. Rasen har varit kontroversiell i många länder och den har av kritiker ibland kallats "monstertjur".
"Belgisk boskap" skapades under 1800-talet genom korsning mellan svartbrokig holländsk och rödbrokig korthornsboskap. Till följd av korsningen blev färgen blåskimmelskäckig, även om svartbrokiga och rödbrokiga individer ofta förekom. Den mest typiska blåskimmelskäckiga rasen, "race bleu" fanns i trakten av Tirlemont, där man 1919 började föra stambok på den. Under 1960-talet började rasen utvecklas till dagens specialiserade köttboskap med homozygota anlag för dubbellår som gjorde att korna oftast måste förlösas med kejsarsnitt.
1995 fanns det 100 000 registrerade BBV (Belgian blue & white) i Belgien, 15 000 i Frankrike, 5 000 vardera i Storbritannien och Nederländerna. I sex ytterligare länder fanns ett mindre antal. I Sverige är belgisk blå tillåten sedan EU-inträdet, men får inte avlas då den i nästan alla fall har muskelhypertrofi, och svensk lag förbjuder avel med djur som har ärvbara genetiska defekter.
Rasen heter egentligen Belgisk blå och vit boskap, BBV, och är resultatet av en målmedveten inseminationsavel som pågått de senaste decennierna. Den blåskiftande färgen beror på tidigare korsning mellan en vit belgisk och en röd engelsk ras. Av renrasiga BBV-djur måste 86 procent förlösas med kejsarsnitt den första kalvningen enligt en vetenskaplig undersökning i Belgien.
Kalvningsproblemen har dock minskat genom målmedveten avel.
Bruket av antibiotika efter andra världskriget gjorde kejsarsnitt möjliga, vilket banade väg för avel av muskulösa djur, hos vilka bäckenöppningen är mindre och kalvarna större. Den kraftiga muskulaturen leder till högre slaktkroppsutbyte, bättre foderomvandlingsförmåga. Minskad fetthalt leder till mörare och magrare kött. 
De inre organen är förminskade; till exempel är levern 29 procent mindre och lungorna 22 procent mindre hos tjuren jämfört med konventionella raser. Enligt den belgiske professorn Hanset vid universitetet i Liège har denna storleksminskning ingen betydelse för djuren med motiveringen att alla däggdjur är födda med en överkapacitet hos organen. Meningarna går dock isär och det finns uppgifter om att den förminskade lungvolymen leder till ökad känslighet mot virusinfektioner i andningsorganen.